# Наутофон

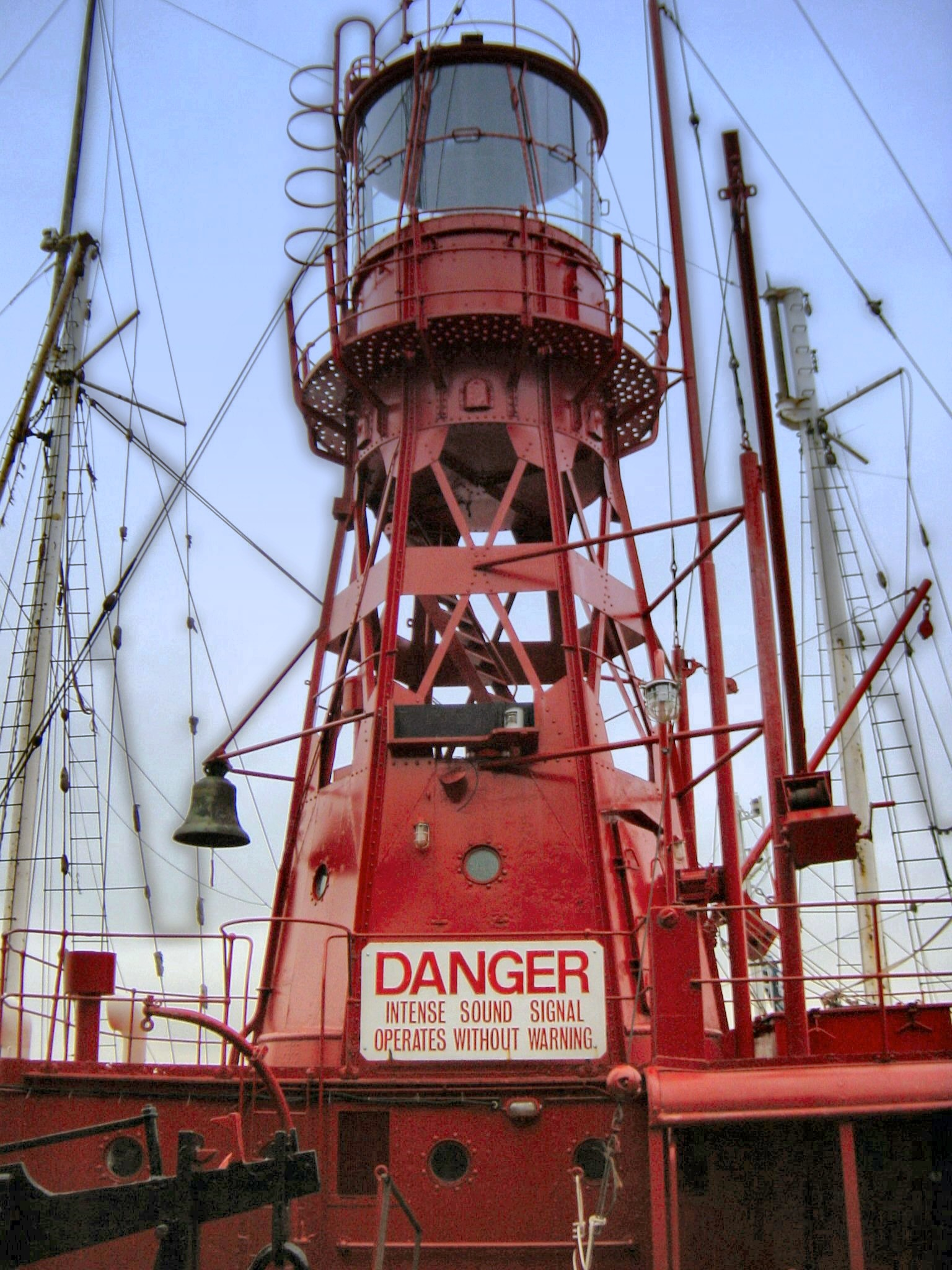
Туманний горн плавучого маяка, Амстердам

Наутофо́н (від дав.-гр. ναύτης — «мореплавець» + φωνή — «звук»), туманний горн — електроакустичний прилад мембранного типу, що подає звукові сигнали суднам за умов обмеженої видимості. Має високий різкий звук, встановлюється на маяках та інших берегових орієнтирах.
Конструкція наутофона містить електричний звуковипромінювач — сталеву мембрану, що приводиться в коливання електромагнітом. Випромінювачі встановлюються вертикально, на відстані половини довжини робочої хвилі, щоб поліпшити горизонтальне поширення звука і зменшити вертикальне розсіяння. Потужність струму — від 25 до 4 000 Вт, діапазон звукових частот — 300—750 Гц. Дальність чутності наутофона становить до 15 морських миль (28 км), за іншими даними — від 0,5 до 5 морських миль.
У широкому сенсі туманним горном називають неударні пристрої морської сигналізації (на відміну від дзвонів і гонгів). Всі вони створюють звук вібруванням повітряного стовпа, але принцип отримання вібрації може бути різним: з використовуванням металевих платівок, як в автомобільних звукових сигналах (такий горн відомий як «труба Даболла»); з використовуванням обертового диска або циліндра, як у сиренах; з використовуванням пари; з використовуванням стисненого повітря і мембрани (тифон); з використовуванням електричних звуковипромінювачів. Серед сучасних туманних горнів переважають електроакустичні. Визначений режим роботи горна уможливлює його ідентифікацію моряками, що важливо для навігації.